# Mouvement du 23 mars
Pour les articles homonymes, voir M23.
Pour le conflit en cours dans l'est de la république démocratique du Congo, voir Conflit du M23, qui traite de la reprise des armes du M23 à partir de novembre 2021.
Le Mouvement du 23 mars, également appelé M23, est un groupe armé, actif dans le Nord-Kivu en république démocratique du Congo, créé le 6 mai 2012 par des officiers des forces armées de la république démocratique du Congo (FARDC), entrés en rébellion contre le gouvernement congolais.
Le Mouvement du 23 mars est composé d'anciens rebelles du Congrès national pour la défense du peuple (CNDP) intégrés dans l'armée congolaise à la suite d'un accord de paix signé le 23 mars 2009 entre le CNDP et Kinshasa, qui se sont mutinés en avril 2012, considérant que le gouvernement congolais ne respectait pas les modalités de l'accord. Le 6 mai 2012, la rébellion adopte le nom de Mouvement du 23 mars, en référence à l'accord de paix.
En 2012, les rebelles du M23 conquièrent de grandes parties du Nord-Kivu, et le 20 novembre 2012, prennent le contrôle de Goma, la capitale régionale. Ce fait de guerre déclenche une forte mobilisation de la communauté internationale visant à éviter un nouvel embrasement de la région. Un accord est trouvé lors d'une médiation regroupant les pays de l'Afrique des Grands Lacs, imposant au M23 de se retirer de Goma, en échange de l'ouverture de négociations avec le pouvoir congolais,. Le 1er décembre 2012 les rebelles quittent Goma, et le 9 décembre 2012, les pourparlers avec le gouvernement de la RDC sont lancés à Kampala, mais les négociations n'avancent pas, les belligérants n'arrivant pas à s'entendre.
Il s'ensuit une période d'accalmie, au cours de laquelle aura tout de même lieu une guerre fratricide au sein de la rébellion, après la destitution de Jean-Marie Runiga de la présidence du M23 par Sultani Makenga, qui l'accuse de soutenir le général Bosco Ntaganda, sous mandat d'arrêt de la Cour pénale internationale (CPI). Cette destitution entraine une scission au sein du mouvement, suivi d'affrontements entre les pro Makenga et les pro Ntaganda, qui se soldent par la déroute de la faction fidèle à Ntaganda, qui se réfugie au Rwanda, où Bosco Ntaganda se présente à l'ambassade des États-Unis et demande à être transféré à la CPI.
Les affrontements entre les FARDC et le M23 reprennent en mai 2013, et à partir de fin octobre, les forces gouvernementales, soutenue par la Brigade d'Intervention de la mission de l'Organisation des Nations unies pour la stabilisation en république démocratique du Congo (MONUSCO) dotée d'un mandat offensif, délogent le M23 de leurs positions. Défait, le M23 déclare mettre un terme à la rébellion le 5 novembre 2013,. Les troupes du M23 sont désarmés et transférés dans des camps en Ouganda, et le 12 décembre, un accord de paix est signé à Nairobi, mettant fin officiellement à la rébellion.

Offensive du M23 (2022-présent)

En novembre 2021, le Mouvement du 23 mars qui jusque là était resté discret, redevient actif en république démocratique du Congo, et à partir de 2022, intensifie son offensive dans la région du Nord-Kivu, prenant le contrôle de zones stratégiques.
Depuis janvier 2024, les combats se sont à nouveau intensifiés et la rébellion du M23 continue sa progression dans les territoires du Rutshuru et de Masisi, en mars 2024, selon Richard Moncrieff, directeur de la région des Grands Lacs du groupe de recherche International Crisis Group, le M23 contrôlerait environ la moitié de la province du Nord-Kivu. Malgré l'entrée en vigueur le 4 août 2024, d'un accord de cessez-le-feu négocié entre Kinshasa et Kigali, le M23 poursuit sa progression, continuant à prendre le contrôle de localités dans le territoire de Rutshuru, dont Ishasha, une cité frontalière de l'Ouganda. Le 26 janvier 2025, 13 ans plus tard, le M23 entre de nouveau dans Goma après une offensive éclair de quatre jours, puis continue sa progression dans l'est du pays, s'emparant de Bukavu, la capitale provinciale du Sud-Kivu, début février 2025, et de Walikale, dans le Nord -Kivu, en mars de la même année.
Le 27 juin 2025, un Accord de paix entre la république démocratique du Congo et le Rwanda, est signé à Washington, et le 19 juillet, dans le cadre du processus de Doha initié en mars 2025, une déclaration de principes est signé entre le M23 et le gouvernement congolais, établissant un cadre pour parvenir à un accord de cessez-le-feu.
En août 2024, 26 personnes, dont 21 sont en fuite, sont condamnées à la peine de mort par la justice militaire à Kinshasa. Le principal accusé, Corneille Nangaa, coordonnateur de l'Alliance du fleuve Congo (AFC), une coalition de groupes armés et politique incluant le M23, est accusé d'avoir commandité le bombardement d'un camp de déplacés en mai 2024, qui a fait 35 morts. Parmi les prévenus figurent des leaders du M23, dont Sultani Makenga et Bertrand Bisimwa.
Depuis 2012, plusieurs rapports des Nations Unies font état de l'implication du Rwanda, par son soutien au Mouvement du 23 mars. Le rapport de l'ONU publié en juin 2024, estime entre 3 000 et 4 000 le nombre de soldats rwandais sur le sol congolais, et le groupe d'experts chargé du rapport fait observer que le Rwanda viole la souveraineté de la RDC par l'envoi de troupes dans le Nord-Kivu, et que la prise de commande des opérations du M23 par les troupes rwandaises rend le Rwanda responsable des actes de la rébellion.
Le M23 est accusé de nombreuses violences contre les populations civiles, par des ONG, dont Human Rights Watch, par la cour pénale internationale, et par le gouvernement américain.

## Histoire

### Origines

Région du pays dans lequel le mouvement est localisé.

Début janvier 2009, à la suite d'un accord secret conclu entre Kigali et Kinshasa, et sous l'impulsion du Rwanda, Laurent Nkunda est destitué par Bosco Ntaganda du commandement du Congrès national pour la défense du peuple (CNDP) une rébellion à majorité tutsie. Le 22 janvier, Nkunda est arrêté par ses anciens alliés au Rwanda, et les officiers du CNDP reçoivent l'ordre de Kigali d'intégrer les Forces armées de la république démocratique du Congo (FARDC).
Le 23 mars 2009 un traité de paix est conclu entre le CNDP et le gouvernement de la république démocratique du Congo (RDC). L’accord prévoit la libération des prisonniers, la transformation du CNDP en parti politique, le retour des réfugiés se trouvant dans les pays limitrophes de la RDC, et dont sont issus la grande majorité des rebelles, l’intégration des civils membres du CNDP au sein des institutions gouvernementales ainsi que l’intégration des forces armées du CNDP dans l'armée congolaise,. Bosco Ntaganda est nommé commandant adjoint de l'opération Kimia II, et Sultani Makenga nommé commandant adjoint des opérations du Sud-Kivu.
L'intégration du CNDP dans l'armée congolaise, censée être une solution transitoire pour Kinshasa,, renforce en réalité l'autonomie du groupe. Ses ex-officiers établissent une administration parallèle dans le Nord-Kivu, s'enrichissent par l'exploitation des ressources locales, le trafic de minerais,, l’extorsion et le détournement de fonds militaires et récupèrent des officiers d'autres groupes armés. À partir de septembre 2010, Kinshasa tente de briser cette influence en dispersant ces officiers dans d'autres régions afin de briser les chaînes de commandement parallèles,, mais se heurte à leur résistance, justifiée par des préoccupations sécuritaires, la discrimination anti-Tutsi et l'insatisfaction quant à la campagne contre les Forces démocratique de libération du Rwanda (FDLR). Face à ces pressions, Ntaganda consolide son alliance avec d’anciens groupes ennemis, comme la PARECO (de).
En février 2011, une réforme militaire visant à rationaliser les forces armées et éliminer les chaînes de commandement parallèles échoue, renforçant au contraire l’influence de Bosco Ntaganda. Celui-ci profite du manque de coordination de Kinshasa pour consolider son pouvoir et placer ses alliés à des postes clés. Tandis que Kinshasa tente de promouvoir Innocent Gahizi (commandant adjoint au Nord-Kivu, issu de l'ex-CNDP), comme alternative à Ntaganda, les tensions internes au sein de l’ex-CNDP, notamment entre Ntaganda et Makenga, participent à la mise en œuvre de la future mutinerie,, le sentiment général au sein de l’ex-CNDP étant qu’une attente prolongée risquerait d’aggraver les divisions et de compromettre toute action.
En avril 2012, sous l'impulsion de Bosco Ntaganda, qui est sous le coup d'un mandat d'arrêt de la Cour pénale internationale, et pour lequel des rumeurs d'arrestations circulent, d'anciens dirigeants du CNDP intégré à l'armée congolaise, et quelques centaines de soldats se mutinent,,. Le 4 mai 2012, convaincu par Kigali, Sultana Makenga, dont les relations sont tendues avec Ntaganda depuis la destitution de Laurent Nkunda, fait défection des FARDC, et rejoint avec ses officiers Ntaganda et sa rébellion, qui acculés par les forces congolaises ont fui le territoire de Masisi, et se sont retranchés sur une colline près de la frontière rwandaise.
Le 6 mai 2012, les mutins annoncent la création du Mouvement du 23 mars (ou M23), en référence à l'accord du 23 mars 2009, dont ils dénoncent l’impasse. Dirigé par Sultani Makenga, ce nouveau groupe politico-militaire, composé principalement de Tutsis, se positionne comme une force de contestation contre le gouvernement congolais.

### 2012 - 2013: Première rébellion

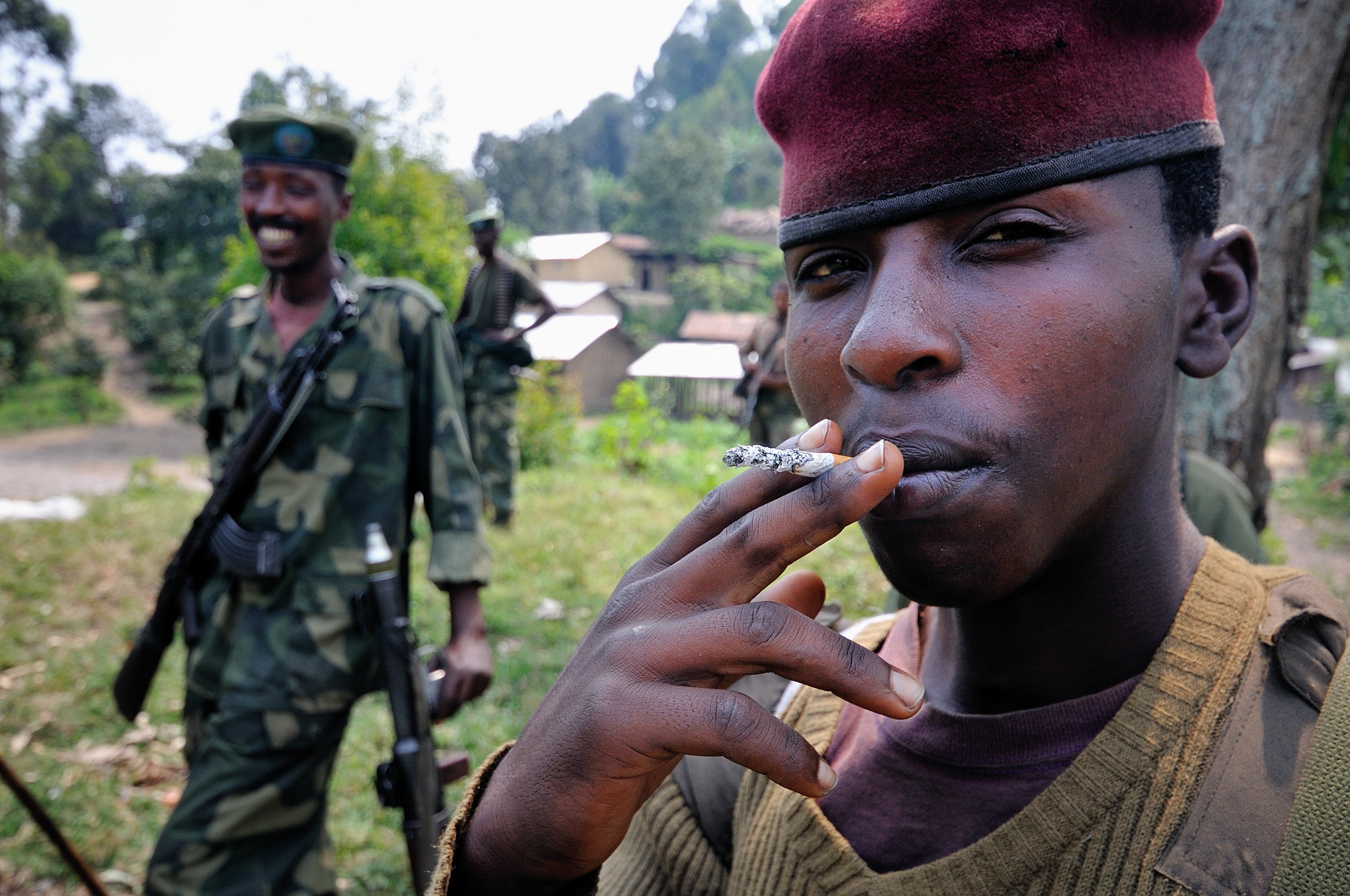
combattants du M23 à Bunagana.

En juillet 2012, le M23 contrôlait deux villes, Bunagana et Rutshuru. À la suite d'une médiation entamée en août par la Conférence internationale de la région des Grands lacs à Kampala (Ouganda), les deux camps restent plus ou moins sur leurs positions d'août à la mi-octobre, respectant une trêve précaire émaillée d’accrochages entre le M23 d’une part et les forces armées de la république démocratique du Congo (FARDC)  ou la MONUSCO d’autre part. Le 9 novembre, la RDC lance un ultimatum de 14 jours au M23 pour désarmer. Les combats reprennent dans le territoire de Rutshuru, au nord de Goma, tenu par le M23.

#### Prise de Goma
Le 17 novembre, le M23 attaque les FARDC dans les environs de Kibumba, à une trentaine de kilomètres au nord de Goma, Mboga et Ruhondo. Il s’empare de Kibumba, dont les FARDC se retirent malgré l’intervention des hélicoptères d’attaque de la MONUSCO,,,, et se positionnent autour de Goma. La position du gouvernement congolais est alors claire : « Il n'y a pas de M23, c'est le Rwanda qui agresse la RDC » déclare son porte-parole Lambert Mende. Le 18 novembre, le M23 affirme qu’il s’agit d’une offensive des FARDC qu’il n’a fait que contenir et exige du gouvernement l’ouverture de négociations. Le même jour, le Secrétaire-général de l’ONU condamne fermement « la reprise des hostilités par le M23 », son avancée vers Goma et « les violations graves des lois internationales humanitaires et des droits de l’homme commis par le M23. Il déplore les conséquences humanitaires dévastatrices des combats,. Le Conseil de Sécurité de l’ONU condamne lui aussi les « attaques du groupe rebelle M23 » et exige leur arrêt,.
Le 20 novembre 2012, les rebelles prennent le contrôle de la ville de Goma. Ce fait de guerre déclenche une forte mobilisation de la communauté internationale visant à éviter un nouvel embrasement de la région, alors que le même jour, le Conseil de sécurité adopte à l’unanimité la résolution 2076 (2012) dans laquelle il demande « le retrait immédiat du M-23 de la ville de Goma, de stopper ses avancées et de déposer les armes de manière permanente ». Il exprime son intention d’envisager d’autres sanctions ciblées contre le leadership du M23 et de ses soutiens extérieurs, et demande des sanctions contre deux chefs du groupe M23. L’Union européenne demande au M23 « d’arrêter immédiatement l’offensive militaire contre Goma ». Le 21 novembre, la Cour Pénale internationale CPI relance le dossier de l’arrestation de Bosco Ntaganda et Sylvestre Mudacumura. Le même jour, pour ramener la paix dans cette région de l'Est de la RDC, le président de la RDC Joseph Kabila rencontre à Kampala ses homologues rwandais, le président Paul Kagame et ougandais, le président Yoweri Museveni. Les trois présidents font une déclaration commune appelant les combattants du M23 à se retirer de la ville de Goma, conquise la veille: ce que ces derniers refusent, car ils exigent avant tout retrait que le président de la RDC Joseph Kabila accepte de les rencontrer et de dialoguer afin de trouver une issue à cette guerre.
Le 22 novembre, la ville de Sake, à l'ouest de Goma, tombe sous le contrôle du M23,.

#### Reddition du mouvement armé
Le 7 mars 2013, lors d’un congrès de la rébellion, l'ancien porte-parole Bertrand Bisimwa est nommé président du M23 à la place de Jean-Marie Runiga. Le clan de Runiga contestant cette décision, des combats éclatent ensuite entre les deux factions dans la région de Rugari. Selon Radio Okapi, la radio de la Monusco, il y aurait eu 5 morts, ainsi que des blessés civils.
À partir de fin octobre 2013, les forces congolaises, appuyées par une brigade d'intervention de l'ONU, lancent une offensive avec des moyens lourds.
Dans la nuit du 4 au 5 novembre 2013, l'armée congolaise chasse les combattants du M23 des dernières positions qu'ils occupaient dans les montagnes du Nord-Kivu, à la frontière avec le Rwanda et l'Ouganda. Les pertes sont, selon l'armée congolaise, de 292 morts dans les rangs du M23.
Le 5 novembre, le M23 déclare qu'il dépose les armes; deux jours plus tard, environ 1 500 membres du M23 se rendent aux autorités de l'Ouganda. Après l'échec de l'élaboration d'un premier document commun sur un accord début novembre, la RDC et le M23 signent le 12 décembre, à Nairobi, un accord de paix qui confirme la dissolution du M23, définit les modalités de la démobilisation et conditionne à l'abandon de la violence la reconnaissance des droits de ses membres.

### 2021: Résurgences du mouvement

#### Reprise des armes et nouvelle offensive du M23 (novembre 2021 - mai 2022)
En novembre 2021, le Mouvement du 23 mars (M23) qui depuis sa défaite en 2013 était resté discret, reprend les armes, et à partir de mars 2022, lance une nouvelle offensive dans le Nord-Kivu, en république démocratique du Congo (RDC), marquant une reprise significative du conflit dans la région. Les combats opposent le M23 aux Forces armées de la république démocratique du Congo (FARDC) et la MONUSCO, avec des accusations persistantes de soutien rwandais au M23, bien que démenties par Kigali, et entrainent des déplacements massifs de population. Malgré des tentatives de cessez-le-feu et des pourparlers de paix à Nairobi, les combats reprennent avec une intensité croissante en mai 2022.

#### Prise de Bunagana (juin 2022)
Le 13 juin 2022, la prise de Bunagana par le M23, première localité majeure à tomber aux mains du groupe armé durant cette nouvelle rébellion, marque une escalade majeure, entrainant l'intervention de la Communauté d'Afrique de l'Est (CAE) avec le déploiement d'une force régionale de maintien de la paix. Elle est désormais considérée comme le quartier général du M23, et ce malgré plusieurs tentatives des FARDC et des forces régionales de la Communauté d'Afrique de l'Est (EAC) pour reprendre la ville.

#### Création de l'Alliance fleuve Congo (décembre 2023)
Le 15 décembre 2023, quelques jours avant l'élection présidentielle en RDC, Corneille Nangaa, homme politique congolais et président de la Commission électorale nationale indépendante (CENI) de 2015 à 2021 annonce depuis Nairobi au Kenya, la création d’un mouvement politico-militaire, l'Alliance du fleuve Congo (AFC), une coalition de groupes armés, de parti politiques et de mouvements citoyens, incluant le Mouvement du 23 mars,. Le but revendiqué de cette coalition est de « refonder l'État » congolais, la prise de pouvoir par la lutte armée n'étant pas exclue. L'annonce de la fondation de cette coalition engendre une crise diplomatique entre le gouvernement de la RDC et celui du Kenya. les États-Unis critiquent aussi cette annonce, faisant part de leur « profonde préoccupation »,,.

#### Intensification des combats et avancées territoriales (janvier 2024 - juillet 2024)

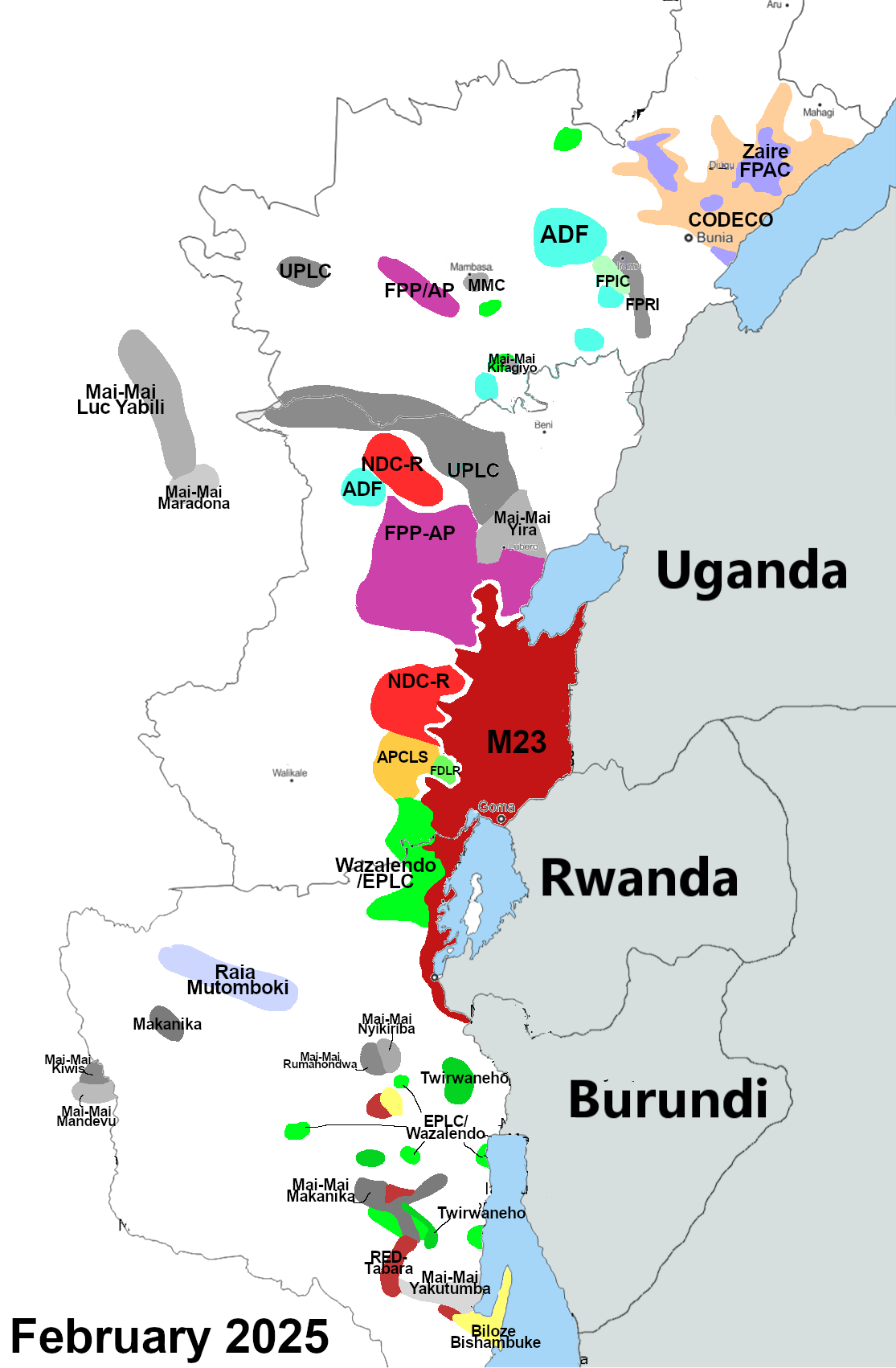
Répartition des groupes armés dans l'est de la RDC en date de mars 2024, en rouge le M23

Début 2024, le M23 intensifie son offensive dans les territoires de Nyiragongo et Masisi, près de Goma. Les affrontements opposent le M23 aux FARDC et ses supplétifs (des groupes armés regroupés sous la bannière Wazalendo), et impliquent également les forces de la Mission de la Communauté de développement de l’Afrique australe en République démocratique du Congo (SAMIRDC) , qui remplacent la force régionale de maintien de la paix de la CAE, renvoyé par Félix Tshisekedi . Les combats entraînent d'importants déplacements de population et menacent des axes routiers stratégiques. Des accusations d'implication directe de l'armée rwandaise, notamment par l'utilisation de matériel sophistiqué, sont portées par des sources françaises et la MONUSCO. Cette dernière, critiquée pour son inefficacité, fait face à un rejet croissant de la population congolaise, et le gouvernement demande son retrait de RDC. Le M23, soutenu par les Forces rwandaises de défense (FRD) lancent une nouvelle offensive contre Sake, dans le but d'encercler et isoler Goma, dont le ravitaillement est déjà affaibli, mais échouent dans leur tentative de prendre le contrôle de la ville.
En mars 2024, le M23 mène des offensives simultanées dans les territoires de Rutshuru et de Masisi, et parvient à prendre le contrôle de plusieurs localités, dont Nyanzale (en) et Kanyabayonga, un lieu stratégique donnant accès au nord de la province du Nord-Kivu,, et étend son emprise sur une partie significative du Nord-Kivu, selon l'ONG International Crisis Group, en mars 2024, la rébellion contrôlait environ la moitié de la province du Nord-Kivu,.

#### Cessez le feu, échec du processus de Luanda, et reprise des combats (août 2024 - décembre 2024)
En août 2024, une période d'accalmie fait suite à la signature d'un cessez-le-feu négocié dans le cadre du processus de Luanda sous l'impulsion du président angolais, João Lourenço, mais les affrontements reprennent en octobre dans le Lubero, et s'intensifient à la suite de l'annulation du sommet de Luanda prévu pour le 15 décembre 2024, pour cause de désaccord entre le Rwanda et la RDC. Cette recrudescence des combats entraînent d'importants déplacements de populations civiles, et permet au M23 de poursuivre son expansion dans les territoires de Lubero et de Masisi dans le Nord-Kivu, ainsi que dans le territoire de Kalehe dans le Sud-Kivu.

#### Prise de Goma (janvier 2025)

Carte de la bataille de Goma

En janvier 2025, la rébellion prend le contrôle de plusieurs localités clés, dont Masisi, Lumbishi et Minova (en). Les zones de combats se rapprochent de Goma, et isolent davantage la ville. Dans les jours qui suivent de violents affrontements autour de Sake, le dernier verrou sécuritaire à l’ouest de Goma, opposent les FARDC et leurs alliés (SAMIDRC, MONUSCO, Wazalendo, et des combattants de sociétés privés) aux troupes des Forces rwandaises de défense (FRD) et du M23. Les combats entraînent des déplacements de population et des pertes humaines, y compris parmi les forces de la MONUSCO et de la SAMIDRC. Le 23 janvier, la ville de Sake tombe. Les affrontements continuent durant les jours qui suivent, et se rapprochent à une dizaine de kilomètres de Goma, où, selon The Guardian, des soldats des Forces rwandaises de défense (FRD) se massent à la frontière rwando-congolaise.
Le 26 janvier 2025, les forces de la rébellion du M23, appuyée par 3 000  à   4 000 soldats rwandais selon les Nation unies, entrent dans la ville de Goma. Les combats font rage dans les quartiers nord de la ville et aux abords de l'aéroport. Des milliers d'habitants fuient leurs foyers, cherchant refuge dans des zones plus sûres ou traversant la frontière rwandaise,. La crise humanitaire s'aggrave de jour en jour, avec des pénuries d'eau, de nourriture et de médicaments qui se font sentir. La ville est plongée dans le chaos, avec des scènes de pillage et de violence qui se multiplient. Les combats se poursuivent pendant plusieurs jours, faisant de nombreuses victimes parmi les civils et les combattants. Le bilan de ces affrontements est lourd : des milliers de morts et de blessés sont à déplorer. Le 30 janvier, le M23 contrôle la majeure partie de Goma.

#### Prise de Bukavu  (février 2025)
Le M23 poursuit son avancée dans l'est de la RDC, visant Bukavu, la capitale du Sud-Kivu. Le 30 janvier, l’ONU signale que les rebelles sont à 60 kilomètres de la ville. Face à cette menace, des milliers de jeunes de la région rejoignent les milices wazalendo, tandis que la population se prépare à un possible affrontement. Le 3 février, l’Alliance fleuve Congo (AFC), une coalition incluant le M23, annonce un cessez-le-feu unilatéral, mais les combats reprennent le 5 février. Les rebelles, appuyés par les forces rwandaises, s’emparent de Nyabibwe.
Le 16 février, la rébellion entre dans le centre de Bukavu. Le M23 prend le contrôle de plusieurs quartiers et de lieux clés de la ville, dont la résidence du gouverneur et le poste frontière avec le Rwanda, Ruzizi 1. Après avoir conquis Goma, à la fin du mois de janvier, cette avancée permet au M23 et son allié rwandais de prendre le contrôle des deux côtés de la frontière du lac Kivu et le contrôle des ravitaillements par voie aérienne,. La dernière fois que la république démocratique du Congo a perdu simultanément le contrôle des deux capitales du Kivu remonte à 1998, durant la deuxième guerre du Congo.

#### Chute de Walikale (mars 2025)
Le 12 mars, le Mouvement du 23 mars (M23), lance une offensive dans le territoire de Walikale, s'emparant de plusieurs localités, dont  Kashebere et Kibati.
Le 19 mars, après une journée de combats entre les troupes du M23 et les FARDC ainsi que leurs alliés wazalendo, le M23 atteint Walikale, qui tombe aux mains des insurgés, entraînant la fuite de la population restante.

### Processus de Doha et accord de Washington
Le 9 avril 2025, des négociations débutent à Doha, impliquant l'Alliance fleuve Congo et le Mouvement du 23 mars (AFC/M23) d'une part et le gouvernement de la république démocratique du Congo (RDC) d'autre part. Ces discussions, sous la médiation du Qatar, font suite à une rencontre entre le président congolais, Félix Tshisekedi, et son homologue rwandais, Paul Kagame,, et visent à résoudre le conflit dans l'est de la RDC, malgré des tensions persistantes sur le terrain, notamment des combats dans le Sud-Kivu.
Le 23 avril 2025, les deux parties expriment leur intention de travailler à une trêve dans une déclaration conjointe.
Le 25 avril, les ministres des Affaires étrangères de la RDC et du Rwanda signent à Washington une « déclaration de principes » sous l'égide des États-Unis, réaffirmant le respect de l'intégrité territoriale et encourageant une coopération pour la gestion des parcs nationaux transfrontaliers et des ressources minières.
Malgré la période de négociation, des combats ont encore lieu entre le M23, les forces gouvernementales et les milices loyalistes wazalendo au Nord-Kivu, et au Sud-Kivu.
Le 19 juin 2025, la république démocratique du Congo (RDC) et le Rwanda paraphent le texte d'un accord de paix qui prévoit « le respect de l'intégrité territoriale et l'arrêt des hostilités » dans l'est de la RDC, obtenu avec la médiation des États-Unis et du Qatar. Le 27 juin, l'accord de paix est signé à Washington par les ministres des Affaires étrangères des deux pays, supervisé par le secrétaire d’État américain Marco Rubio.
L'accord de Washington ne lie pas directement le M23. En effet, la résolution du conflit opposant la rébellion au gouvernement de la RDC a été spécifiquement désignée pour être traitée dans le cadre du processus de Doha, et un nouveau cycle de négociations débutent en juillet 2025.
Le 19 juillet 2025, les négociations aboutissent à la signature au Qatar, d'une déclaration de principes entre Le Mouvement du 23 mars et la République démocratique du Congo, comprenant un accord de cessez-le-feu.
Un mécanisme de supervision est prévu pour assurer le respect du cessez-le-feu, tandis que les parties s'engagent à collaborer avec les organisations internationales et régionales, dont la MONUSCO, pour protéger les civils et mettre en œuvre les principes convenus.
La déclaration entre en vigueur immédiatement et doit être appliquée avant fin juillet 2025. Des négociations directes pour un accord de paix global doivent commencer avant le 8 août 2025, avec pour objectif de finaliser cet accord avant le 18 août 2025, en alignement avec l'accord de paix entre la république démocratique du Congo et le Rwanda, signé le 27 juin.

## Organisation et dirigeants

### Première rébellion (2012-2013)

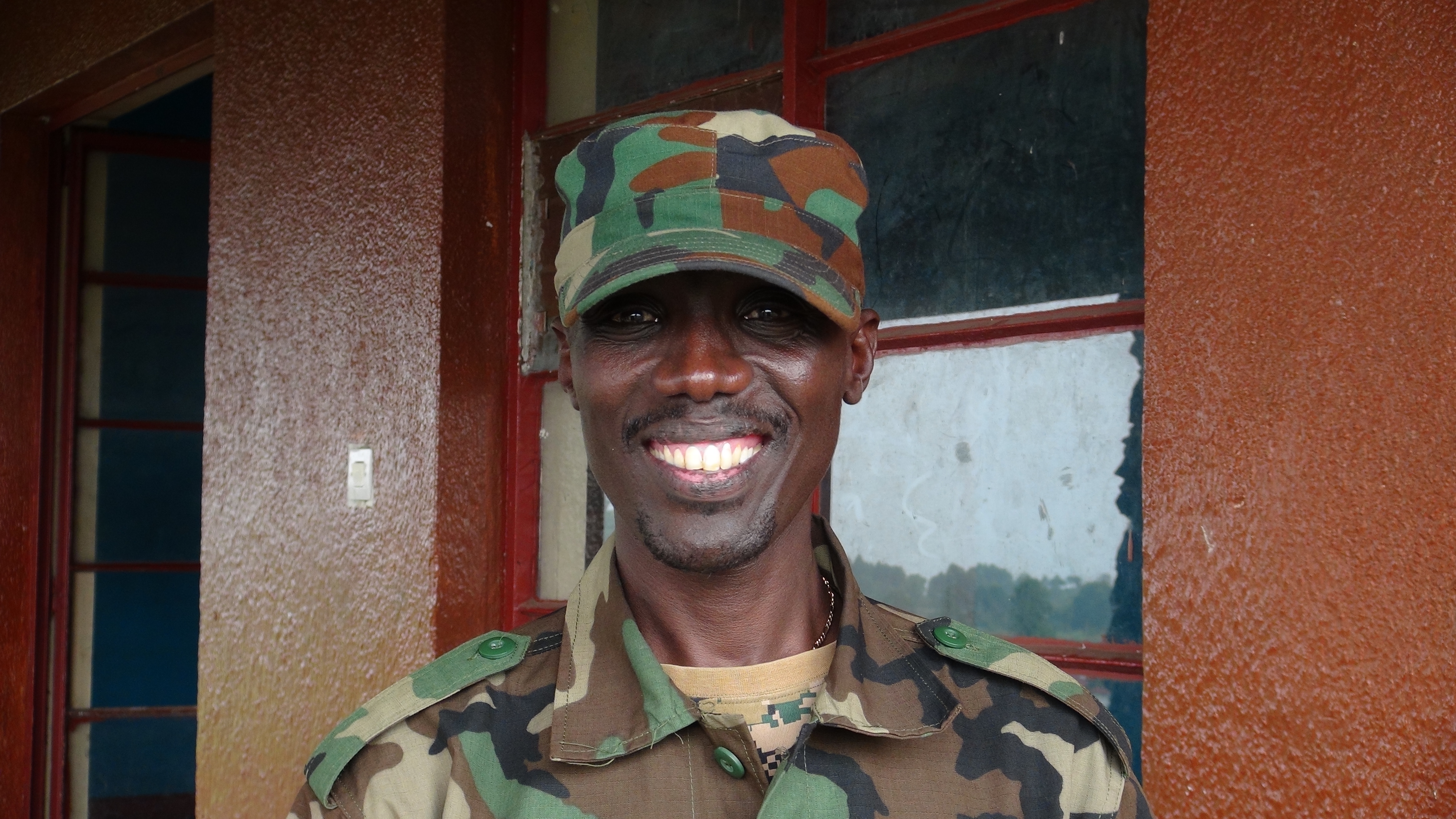
Sultani Makenga, chef d’état-major général de la branche armée du M23

Le 17 août 2012, le congrès du M23 nomme Jean-Marie Runiga Lugerero président du mouvement, un ancien membre du Congrès national pour la défense du peuple (CNDP), originaire du Sud-Kivu. Le colonel Sultani Makenga est nommé chef du haut commandement militaire,. Devenu rapidement général de brigade, il est chef d’état-major général de la branche armée du M23, baptisée Armée Révolutionnaire du Congo (ARC) ; il est placé le 13 novembre par les États-Unis sur leur « liste noire », car tenu pour responsable « d'horreurs à grande échelle » contre les civils.

#### Rôle de Bosco Ntaganda
Lors de la création du mouvement, pour les autorités de Kinshasa et certains observateurs, l'un des organisateurs, sinon le véritable chef du mouvement serait en fait le général Bosco Ntaganda, un chef de guerre accusé par la Cour pénale internationale (CPI) de la Haye au Pays-Bas de recrutement d’enfants soldats, de crimes de guerre et de crimes contre l’humanité. Selon le rapport préliminaire fait par le Groupe d'Experts mandaté par les Nations unies pour le Congo de juin 2012, le M23 aurait été créé à partir de la fusion de deux groupes de mutins dirigés respectivement, par le général Ntaganda et le colonel Makenga. Mais le rôle exact du général Ntaganda dans la création et les activités du M23 reste obscure et contesté. Celui-ci dit ne pas être impliqué dans les défections de membres du CNDP et même s'il est un des instigateur de la rébellion, il semble avoir été abandonné depuis par le M23, et le commandement militaire du mouvement est assuré par Sultani Makenga.

#### Scission de la rébellion
Le 28 février 2013, Jean-Marie Runiga est destitué de la présidence du M23 par Sultani Makenga, qui l'accuse de soutenir le général en fuite Bosco Ntaganda, sous mandat d'arrêt de la Cour pénale internationale,.
Le 7 mars 2013, à l’issue d’un congrès tenu à Bunagana, Bertrand Bisimwa, le porte-parole du M23, est nommé président de la branche politique du M23. Il en résulte une scission du mouvement en deux  factions et des combats éclatent entre les partisans de Makenga / Bisimwa, et les pro Ntaganda / Runiga. Les affrontements se soldent par la victoire de l’aile Makenga, et la fuite de la faction Runiga au Rwanda, où ils sont désarmés et mis en détention, alors que Ntaganda se livre volontairement à l’ambassade des États-Unis au Rwanda et demande à être transféré à la CPI.

## Accusation sur le rôle du Rwanda et de l'Ouganda

### Première rébellion (2012-2013)
Publié dans sa version définitive le 15 novembre 2012, le rapport du groupe d’experts indépendant sur la république démocratique du Congo, mandaté par le Conseil de sécurité des Nations unies, montre en détail le soutien militaire, financier et politique apporté à la rébellion du M23 par des membres haut placés du gouvernement rwandais, y compris du ministre de la Défense et du chef d’état-major de la Défense du Rwanda, :
- assistance directe à la création du M23 à partir du territoire rwandais ;
- recrutement effectué par les Forces rwandaises de défense pour le compte du M23 ;
- appui logistique des Forces rwandaises de défense au M23 ;
- implication directe de responsables rwandais de haut rang dans la mobilisation de l’appui au M23 ;
- appui direct fourni au M23 par des unités des Forces rwandaises de défense lors d’opérations en RDC ;
- soutien au M23 par des officiels rwandais ;
- soutien du Rwanda à des groupes armés et à des mutineries liées au M23 ;
- soutien du Rwanda à des personnes visées par les sanctions, notamment le général Bosco Ntaganda.

Le Gouvernement rwandais a catégoriquement nié les allégations selon lesquelles le Rwanda soutiendrait le M23.
Le rapport met aussi en exergue le soutien plus discret de l'Ouganda au M23, en lui permettant d'opérer depuis Kampala et de renforcer ses relations extérieures,.
En 2012, le Rwanda aurait cessé son soutien au M23 à la suite des pressions internationales à son encontre, ce qui pourrait par ailleurs expliquer la défaite militaire du M23 face au FARDC et à la brigade d'intervention de l'ONU en 2013.

### Nouvelle rébellion (depuis 2021)
Le 5 juin 2022, Félix Tshisekedi, accuse le Rwanda de soutenir le M23, les accusations du président de la République démocratique du Congo sont confirmées en août, dans un rapport de l'ONU, où le groupe d'experts chargé de sa rédaction indique que la présence des forces armées rwandaises et des interventions militaires ont été constatées en RDC, notamment le 13 juin 2022, lors de la prise de Bunagana, une ville frontalière de l'Ouganda, par le M23, avec une complaisance passive de l'armée Ougandaise, permettant au M23 de franchir la frontière pour participer à l'assaut sur la cité.
En juin 2023, le rapport définitif annuel de l'ONU sur la RDC, confirme les informations des précédents rapports concernant le soutien de Kigali au M23 depuis sa résurgence en 2021. De nouvelles preuves sur l'implication du Rwanda y sont apportées par le biais d'entretiens, photos ou images aériennes. Selon les experts les Forces rwandaises renforcent le M23 lors de combats dans des zones dont le contrôle est jugé stratégique, et participent à des assauts contre des bastions des forces démocratiques de libération du Rwanda (FDLR). Selon les sources des experts, l'objectif de Kigali serait « de renforcer le M23 pour sécuriser des sites miniers et décimer le groupe majoritairement hutu FDLR, soutien régulier de l'armée congolaise »,. Les experts citent aussi le nom de plusieurs hauts gradés rwandais qui, selon leurs sources, seraient impliqués dans l'organisation d'opérations en RDC, dont le général James Kabarebe, conseiller défense et sécurité du président Paul Kagame au moment de la publication du rapport.
En décembre 2023, Félix Tshisekedi réitère les accusations de complicité du Rwanda lors d'un interview accordé aux médias après sa réélection à la Présidence de la RDC.
En avril 2024, le nouveau rapport définitif du groupe d’experts affirme que « 3 000  à   4 000 militaires rwandais » combattent activement au côté du M23, mettant en œuvre de l'artillerie lourde, des véhicules blindés avec radar et système de missiles antiaériens, des pick-up et des camions de transport de troupes, modifiant ainsi la dynamique du conflit ; ils ont notamment cloué au sol tous les moyens aériens militaires des FARDC ». Les chercheurs mandatés par le Conseil de sécurité estiment que l’armée rwandaise a « de facto » pris « le contrôle et la direction des opérations du M23 et que son intervention militaire « a été déterminante dans la spectaculaire expansion territoriale réalisée entre janvier et mars 2024 ». Début avril 2024, la zone d’influence du M23 était ainsi la plus vaste jamais enregistrée, représentant une augmentation de 70 % par rapport à novembre 2023. Le M23 encercle désormais la grande ville de Goma. Kigali ne conteste même plus les accusations de Kinshasa d’ingérence et de pillage. Le groupe d'experts fait observer que le Rwanda, par l'envoi de troupes dans le Nord-Kivu, « viole la souveraineté et l’intégrité territoriale de ce pays », et que la prise de commande des opérations du M23 par les troupes rwandaises, rend le Rwanda responsable des actes de la rébellion.
Le rapport dénonce aussi l’Ouganda, affirmant que des membres de son service de renseignements ont apporté un « soutien actif » au M23. Leur rapport souligne un « passage régulier de troupes » du M23 et du Rwanda en territoire ougandais. Ce que Kampala dément.
Le rapport décrit aussi les activités de prédation du M23 et l’implication militaire rwandaise dans la région, permettant une captation des richesses minières régionales, comme le coltan, mais aussi l’étain, le tungstène, l’or et l’exploitation forestière, nottament dans le secteur de Mikeno du parc national des Virunga. Félix Tshisekedi accuse le Rwanda de créer des réseaux mafieux d’exploitation illicite des ressources naturelles congolaises. Cependant, le président rwandais Paul Kagame rejette ces accusations, attribuant l’instabilité à l’échec du gouvernement congolais en matière de sécurité et de gouvernance.
Le 30 août 2024, la république démocratique du Congo s'engage à poursuivre le Rwanda devant la Cour de justice de l'Afrique de l'Est.
Le 21 février 2025, le Conseil de sécurité de l’ONU adopte une résolution appelant les rebelles du M23 à cesser leur offensive et demandant aux forces rwandaises de cesser leur soutien au groupe armé et de retirer leurs troupes du territoire congolais. Cette résolution condamne pour la première fois de manière explicite le Rwanda pour son soutien au M23.

## Crimes de guerre
D’après Human Rights Watch (HRW), les membres du M23 « sont responsables de crimes de guerre commis à grande échelle, y compris des exécutions sommaires, des viols et des recrutements de force ». HRW a porté ces accusations à plusieurs reprises, y compris en 2023, tout comme Amnesty International, même si ces milices ne sont pas les seules à être accusées de telles exactions. L'O.N.U. les accuse aussi d'avoir commis des crimes contre l'humanité en 2013 et un massacre en 2022, ainsi que de recruter des enfants-soldats.
Le M23 a été condamné de façon définitive à trois reprises par la Cour pénale internationale (CPI), après des plaintes déposées par le gouvernement de la RDC. En juin 2023, le procureur de la CPI annonce ouvrir un examen préliminaire concernant des crimes présumés de « forces et groupes armés » dans l’est de la RDC, après de nouvelles plaintes de ce gouvernement.
Le journal Libération rapporte que des femmes ont, dans un contexte de rumeurs invérifiables, déclaré avoir apporté leur témoignage à un enquêteur de HRW contre "compensations financières" versées aux habitants de la ville de Goma.
Les rebelles du M23 ont tué au moins 319 civils, dont 48 femmes et 19 enfants, en juillet 2025, dans l'est de la République démocratique du Congo (RDC), d'après le haut-commissariat de l'ONU, aux droits de l'homme.

## Condamnations pénales
Le 8 août 2024, à l'issue d'un procès express commencé le 24 juillet, vingt-six personnes sont condamnées à la peine de mort par la justice militaire à Kinshasa pour « crime de guerre », « participation à un mouvement insurrectionnel » ou « trahison ». Lors du procès, seules cinq personnes étaient présente physiquement : Éric Nkuba, Nangaa Baseyane Putters, Safari Bishori Luc, Nkangya Nyamacho alias Microbe et Samafu Makinu Nicaisse, les autres étaient jugés par contumace. Le principal accusé, en fuite, Corneille Nangaa, ancien président de la commission électorale nationale (CENI) de la RDC, en tant que chef de  l'AFC est considéré comme le commanditaire du bombardement d’un camp de déplacés en mai 2024, qui selon les autorités congolaises avait fait 35 morts. Parmi les condamnés en fuite, se trouvent aussi le président du M23, Bertrand Bisimwa, le chef militaire de la rébellion Sultani Makenga, et les porte-parole Willy Ngoma et Lawrence Kanyuka. À la suite du procès le président congolais Félix Tshisekedi accuse l’ancien président de la république démocratique du Congo, Joseph Kabila et son parti, le Parti du peuple pour la reconstruction et la démocratie (PPRD) de préparer une insurrection et d’appartenir à l’AFC,.